# Shaykhi

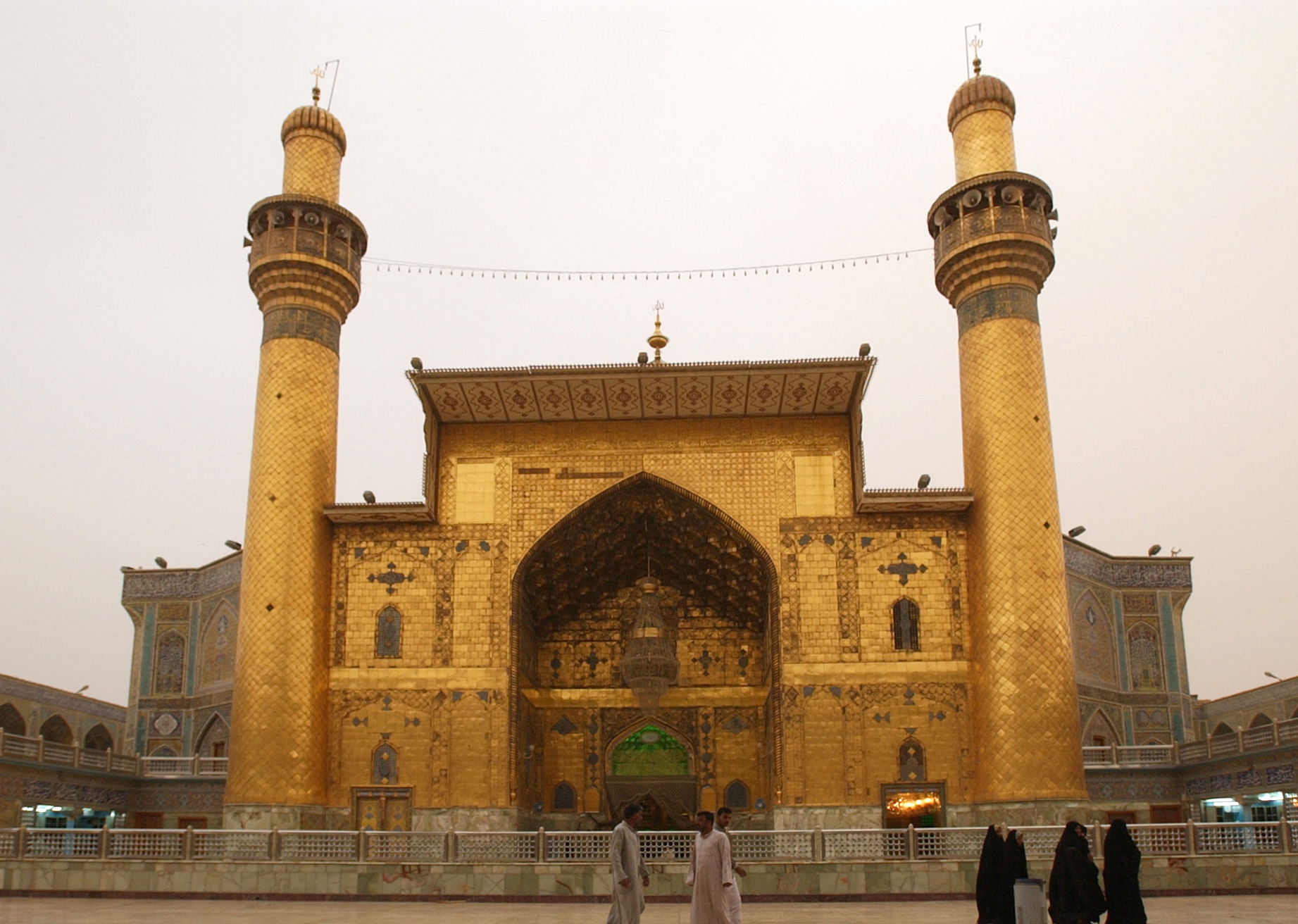
Moschea dell'Imam Ali a Najaf

Shaykhī (in arabo ﺷﻴﺨﻲ‎?) o Shaykhismo (nota anche come Kashfiyya) termine impiegato dagli islamisti per riferirsi ai seguaci del movimento religioso sciita duodecimano ritenuto eterodosso dagli altri movimenti per l'interpretazione coranica, e sorto nel XVIII secolo per opera del dotto Shaykh (è questo il motivo per cui il movimento è chiamato Shaykhī, ossia "dello Shaykh") Aḥmad b. Zayn al-Dīn al-Aḥsāʾī (al-Aḥsāʾ, 1753 - pressi di Medina, 1826), attivo in Iraq e in Persia. 
Essi credevano fortemente nell'assunto sciita duodecimano dell'epifania del 12º Imam, che avrebbe restaurato alla fine dei tempi i più puri e autentici valori del primissimo Islam che s'era avvalso della guida umana e spirituale del profeta Maometto.
Un secondo assunto era quello della fede nell'esistenza di un uomo, chiamato "la Porta" (il Bāb), considerato "Imam del suo tempo" (Imām al-zamān) che aveva il compito per un periodo storico di garantire l'intermediazione tra l'Imam e i fedeli, oltre ad essere il detentore del senso più occulto del Corano. Tutto ciò alterava l'intero impianto profetologico sunnita il quale non prevede una riapertura del ciclo Profetico e anche quello sciita, che riconosceva al solo Imam nascosto, visibile solo al momento della sua apparizione, tali soprannaturali doni carismatici. Nello Sciismo Duodecimano infatti si attende la parussia del 12 esimo Imam, Muhammad al Mahdī occultatosi nel 260 A.H il quale sarebbe ritornato alla fine dei tempi.
Lo Shaykhismo tentò, sincreticamente, di avvicinare tra loro il pensiero di Mulla Sadr Shirazi, la cosiddetta Scuola di Isfahan, ciò che sopravviveva del pensiero Akhbari e lo gnosticismo propugnato da una parte importante dell'Ismailismo, ma si guadagnò l'ostilità dello Sciismo tradizionale per l'eccessivo grado di lettura allegorica che gli Shaykhi usavano per interpretare il dato coranico o dei simboli in esso contenuti.
Dal 1826 al 1843 il movimento fu presieduto da Siyyid Kázim il quale, prima di morire non nominò un successore, bensì chiese ai suoi studenti di cercare il Mahdi perché era sua convinzione fosse apparso. Molti suoi discepoli si misero alla Ricerca del Mahdi, tra questi vi era Mullā Ḥusaīn,il quale per primo e in seguito da altri che accettarono il messaggio del Báb.
Nel 1844 il movimento quasi scomparve, anche grazie al sorgere in Persia del Bábismo, che annovera lo Shaykhismo tra i suoi "padri nobili" e ai primi del XXI secolo esso risulta ridotto a un'esigua minoranza di fedeli in Iran e in Iraq, col maggior numero di aderenti a Kerbelāʾ e, specialmente, a Baṣra.
Gli Shaykhi che non accettarono il messaggio del Báb divennero seguaci di Hājjī Karīm Khān Kirmānī ( 1809/1810-1870/1871) il quale aveva delle concezioni più vicine agli Usuli rispetto a Siyyid Kázim.

## Guide dello Shaykhismo dopoShaykhAḥmad b. Zayn al-Dīn al-Aḥsāʾī
- Sayyid Kāẓim Rashtī (m. 1844).
- Mullah Ḥusayn e Sayyid ʿAlī Muḥammad (Il Bab)
- Hājjī Karīm Khān Kirmānī (1809/1810-1870/1871)